# Десислава (севастократорица)
Вижте пояснителната страница за други личности с името Десислава.
Севастократорица Десислава е едно от най-популярните лица на българската средновековна история. Д
Единствената информация за нея е, че е съпруга на севастократор Калоян и двамата като ктитори, заедно и като цареви братовчеди са изографисани с Константин Тих и царица Ирина Ласкарина Асенина в Боянската църква, уникален паметник на световното културно наследство от времето на т.нар. Палеологов ренесанс в западните български земи.
В нейното лице изкуствоведите и историците разпознават един изключително реалистичен за времето си портрет на жена от българското Средновековие, от излъчването на което се прокрадват първите наченки на последвалото ренесансово изкуство. За Десислава се знае със сигурност, че е живяла в средата на XIII век. Другото българско средновековно име носи последната владетелка на Зета, но няма сведения за връзка между двете.
Заедно със съпруга си Десислава влага свои средства във второто разширение на Боянската църква (днес в близост до Националния исторически музей в София). Самата постройка принадлежи към типа двуетажни църкви-гробници. Долният етаж, определен за гробница на дарителите, е покрит с полуцилиндричен свод с две ниши аркосолии, оформени в северната и южната стена, а горният, повтарящ архитектурния тип на първоначалната църква, е бил техен семеен параклис.
Данните за севастократорица Десислава са доста оскъдни. Информация за нея има само в надписа под портрета ѝ в Боянската църква (1259 г.) Този портрет е второто писмено доказателство за съществуването на женското българско име Десислава, много популярно и до днес. Образът на Десислава е дотолкова уникален, че е изобразен на българска банкнота с номинал от 20 лв.
Облеклото ѝ не е от най-типичните за аристокрацията по това време, а далеч надхвърля пищността на епохата. То е изтъкано вероятно от сърмени нишки и червена коприна, и заедно с украшенията за глава, доказва високата позиция, която севастократорицата и съпругът ѝ са заемали в Търновското царство в средата на ХІІІ век, отговаряйки и управлявайки средищния български район на днешна София със Софийско - Средец.
Образът на Десислава е творческо вдъхновение за много писатели, поети и художници, както в миналото, така и днес. Интерес буди и у съвременните изкуствоведи и историци. Десислава се възприема като своеобразен български пример за важността на жената в обществото и семейството по онова време, както и за покровителстването на християнската църква и укрепването на вярата.

## Памет
На Десислава е наречена улица в кварталите „Бояна“ и „Гърдова глава“ в София (Карта).